# Ministerstwo Edukacji Narodowej

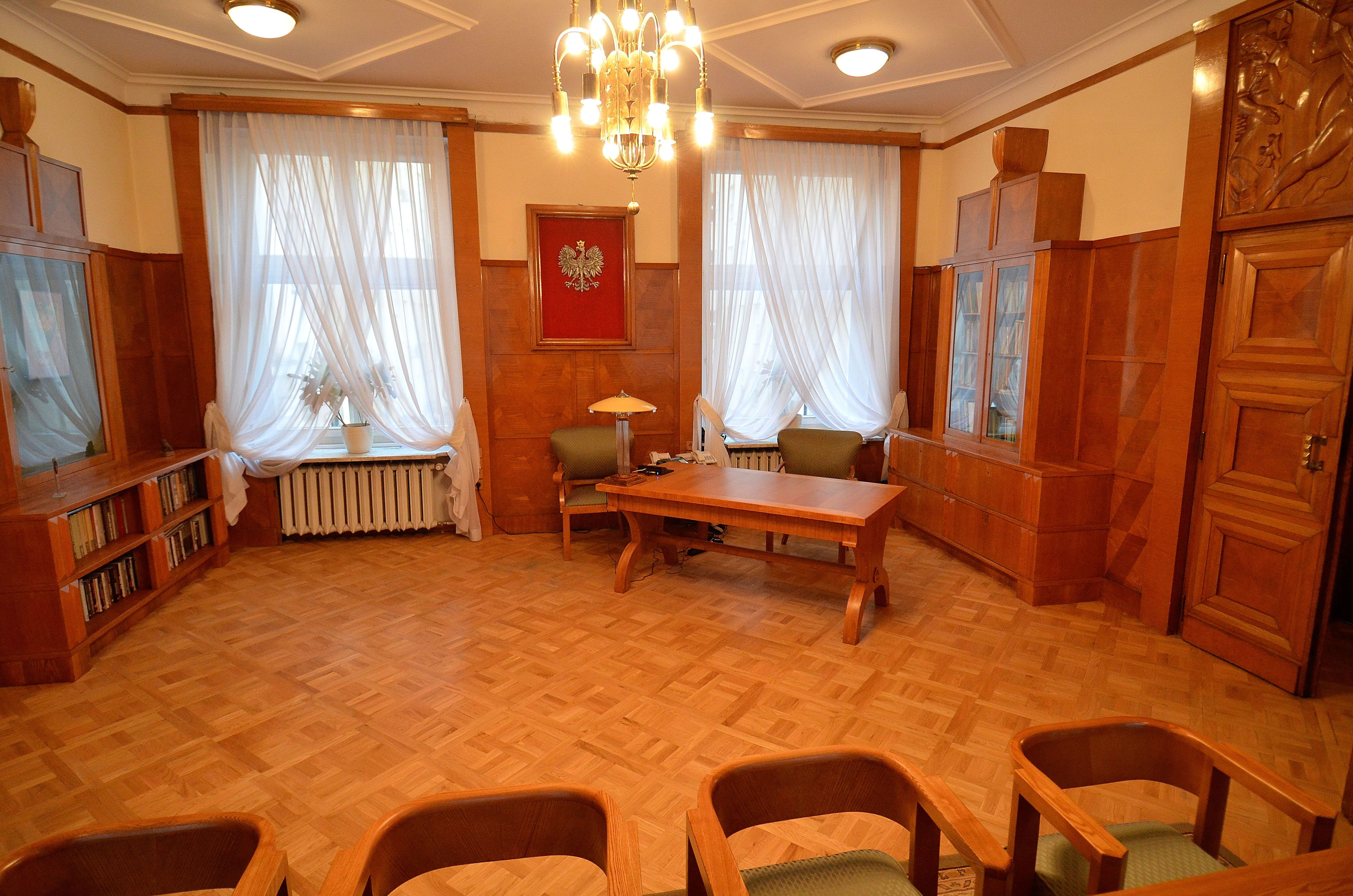
Gabinet ministra

Ministerstwo Edukacji Narodowej (MEN) – polski urząd administracji rządowej obsługujący ministra właściwego do spraw działu administracji rządowej oświata i wychowanie przywrócony 1 stycznia 2024 w wyniku podziału Ministerstwa Edukacji i Nauki na MEN i Ministerstwo Nauki i Szkolnictwa Wyższego.

## Utworzenie
Ministerstwo Edukacji Narodowej zostało utworzone z dniem 1 stycznia 2024 r. na podstawie rozporządzenia Rady Ministrów z dnia 16 grudnia 2023 r. w sprawie utworzenia Ministerstwa Edukacji Narodowej (Dz. U. poz. 2694).

## Statut
Ministerstwo Edukacji Narodowej zapewnia obsługę Ministra Edukacji, właściwego, na podstawie rozporządzenia Prezesa Rady Ministrów z dnia 18 grudnia 2023 r. w sprawie szczegółowego zakresu działania Ministra Edukacji (Dz. U. poz. 2717), do spraw objętych działem administracji rządowej – oświata i wychowanie.

### Akt pierwotny:
Statut Ministerstwa Edukacji Narodowej stanowi załącznik do zarządzenia nr 654 Prezesa Rady Ministrów z dnia 29 grudnia 2023 r. w sprawie nadania statutu Ministerstwu Edukacji Narodowej (M.P. poz. 1482).

### Zmiana:
Statut Ministerstwa Edukacji Narodowej został zmieniony zarządzeniem nr 90 Prezesa Rady Ministrów z dnia 7 sierpnia 2024 r. zmieniającym zarządzenie w sprawie nadania statutu Ministerstwu Edukacji Narodowej (M.P. poz. 728).

## Kierownictwo
- Barbara Nowacka (iPL) – minister edukacji od 13 grudnia 2023[6]
- Katarzyna Lubnauer (.N) – sekretarz stanu od 14 grudnia 2023[7]
- Henryk Kiepura (PSL) – sekretarz stanu od 22 grudnia 2023[8]
- Paulina Piechna-Więckiewicz (NL) – podsekretarz stanu od 5 stycznia 2024[9]
- Izabela Ziętka (PL2050) – podsekretarz stanu od 5 stycznia 2024
- Robert Bartold – dyrektor generalny[10]

## Regulamin organizacyjny
Regulamin organizacyjny Ministerstwa Edukacji Narodowej określa: 
1) zasady zarządzania Ministerstwem;
2) podstawowe zasady funkcjonowania komórek organizacyjnych Ministerstwa; 
3) zadania kadry kierowniczej komórek organizacyjnych Ministerstwa; 
4) podstawowe zadania i zakresy działania komórek organizacyjnych Ministerstwa. 

### Akt pierwotny:
Regulamin organizacyjny Ministerstwa Edukacji Narodowej został ustalony zarządzeniem Ministra Edukacji z dnia 3 stycznia 2024 r. w sprawie regulaminu organizacyjnego Ministerstwa Edukacji Narodowej (Dz. Urz. ME poz. 2).
Zmiany:
Zarządzenie Ministra Edukacji z dnia 27 lutego 2024 r. zmieniające zarządzenie w sprawie regulaminu organizacyjnego Ministerstwa Edukacji Narodowej (Dz. Urz. ME poz. 18).
Zarządzenie Ministra Edukacji z dnia 28 czerwca 2024 r. zmieniające zarządzenie w sprawie regulaminu organizacyjnego Ministerstwa Edukacji Narodowej (Dz. Urz. ME poz. 42).
Zarządzenie Ministra Edukacji z dnia 09 sierpnia 2024 r. zmieniające zarządzenie w sprawie regulaminu organizacyjnego Ministerstwa Edukacji Narodowej (Dz. Urz. ME poz. 49).
Zarządzenie Ministra Edukacji z dnia 27 stycznia 2025 r. zmieniające zarządzenie w sprawie regulaminu organizacyjnego Ministerstwa Edukacji Narodowej (Dz. Urz. ME poz. 2).
Zarządzenie Ministra Edukacji z dnia 7 lutego 2025 r. zmieniające zarządzenie w sprawie regulaminu organizacyjnego Ministerstwa Edukacji Narodowej (Dz. Urz. ME poz. 5).
Zarządzenie Ministra Edukacji z dnia 21 marca 2025 r. zmieniające zarządzenie w sprawie regulaminu organizacyjnego Ministerstwa Edukacji Narodowej (Dz. Urz. ME poz. 10).
Zarządzenie Ministra Edukacji z dnia 8 maja 2025 r. zmieniające zarządzenie w sprawie regulaminu organizacyjnego Ministerstwa Edukacji Narodowej (Dz. Urz. ME poz. 15).

## Główne zadania
Główne zadania Ministerstwa Edukacji Narodowej są związane z działalnością przedszkoli, szkół i placówek oświatowych.
W Ministerstwie opracowywane są przepisy prawa, które:
- organizują pracę publicznych i niepublicznych przedszkoli, szkół podstawowych, branżowych szkół I i II stopnia, techników, liceów ogólnokształcących, szkół specjalnych przysposabiających do pracy, szkół policealnych, szkół dla dorosłych oraz placówek oświatowych;
- określają podstawy programowe wychowania przedszkolnego, kształcenia ogólnego i kształcenia w zawodach;
- umożliwiają ocenianie, klasyfikowanie i promowanie uczniów oraz ich egzaminowanie;
- określają zawody, w których kształcenie prowadzone jest w polskim systemie oświaty;
- umożliwiają realizację doradztwa zawodowego;
- określają dokumenty, które uzyskują uczniowie oraz absolwenci szkół;
- umożliwiają uczniom będącym w trudnej sytuacji materialnej otrzymywanie stypendiów szkolnych i zasiłków szkolnych;
- wspomagają uczniów ze zróżnicowanymi potrzebami edukacyjnymi, w tym z niepełnosprawnościami;
- wspierają uczniów uzdolnionych;
- określają bezpieczne i higieniczne warunki nauki, wychowania i opieki w przedszkolach, szkołach i placówkach oświatowych;
- umożliwiają realizację edukacji zdrowotnej i profilaktyki zachowań problemowych dzieci i młodzieży;
- określają warunki organizacji stołówek i miejsc spożywania posiłków;
- umożliwiają nauczanie i wspomaganie nauczania języka polskiego oraz przedmiotów nauczanych w języku polskim wśród Polonii i Polaków zamieszkałych za granicą;
- umożliwiają przyjmowanie do polskich szkół uczniów przybywających z zagranicy;
- regulują prawa i obowiązki nauczycieli wynikające ze stosunku pracy, uprawnień socjalnych, urlopów i uprawnień emerytalnych;
- regulują tryb i kryteria oceny pracy nauczycieli oraz zasady ich awansu zawodowego;
- regulują włączanie kwalifikacji z obszaru oświaty i wychowania do Zintegrowanego Systemu Kwalifikacji;
- określają zasady podziału środków finansowych przeznaczonych na realizację zadań oświatowych między jednostki samorządu terytorialnego;
- określają zasady finansowania publicznych i niepublicznych przedszkoli, szkół i placówek oświatowych, prowadzonych przez inne podmioty niż jednostki samorządu terytorialnego.

W Ministerstwie realizowane są również programy i projekty, które:
- zapewniają każdemu uczniowi warunki do rozwoju i pełnego uczestnictwa w procesie kształcenia i wychowania oraz w życiu społecznym szkoły;
- dopasowują wymagania edukacyjne, warunki nauki i organizacji kształcenia do potrzeb i możliwości każdego ucznia;
- dostosowują treści i formę podręczników i innych materiałów do potrzeb i możliwości każdego ucznia;
- umożliwiają wszystkim uczniom dostęp do nauki w szkole lub w innej formie nauczania, w tym uczniom ze zróżnicowanymi potrzebami edukacyjnymi;
- zapewniają organizację zajęć kompleksowego wsparcia dziecka z niepełnosprawnością lub zagrożonego niepełnosprawnością i jego rodziny;
- rozwijają wsparcie rówieśnicze w zakresie zdrowia psychicznego uczniów;
- badają potrzeby wynikające z warunków bezpieczeństwa fizycznego i warunków sanitarno-higienicznych, w tym środków higieny osobistej oraz ochrony przed chorobami zakaźnymi;
- badają potrzeby szkół związane z reaktywacją stołówek szkolnych;
- umożliwiają uczniom będącym w sytuacjach kryzysowych otrzymywanie pomocy w formie zasiłków losowych na cele edukacyjne, zajęć opiekuńczych i zajęć terapeutyczno-edukacyjnych oraz wyjazdów terapeutyczno-edukacyjnych;
- umożliwiają uczniom otrzymywanie stypendiów motywacyjnych;
- umożliwiają udział szkół w realizowanych przez organizacje pozarządowe projektach i programach edukacyjnych, wychowawczych i interwencyjnych oraz profilaktycznych opartych na podstawach naukowych, w tym programach profilaktyki uniwersalnej, wskazującej i selektywnej;
- zapewniają uczniom dostęp do Internetu i komputerów oraz książek w bibliotekach szkolnych;
- przygotowują kadrę pedagogiczną szkół i placówek oświatowych do wsparcia uczniów w wyborze ścieżki edukacyjnej oraz wchodzenia na rynek pracy;
- prognozują zapotrzebowanie na pracowników w zawodach szkolnictwa branżowego na krajowym i wojewódzkim rynku pracy;
- badają kariery absolwentów szkół ponadpodstawowych;
- upowszechniają ideę uczenia się przez całe życie;
- przyczyniają się do rozwijania międzynarodowej współpracy młodzieży.

## Struktura organizacyjna
W skład ministerstwa wchodzą Gabinet Polityczny Ministra oraz następujące komórek organizacyjne:
- Departament Budżetu i Finansów
- Departament Edukacji Włączającej
- Departament Funduszy Strukturalnych
- Departament Innowacji i Rozwoju
- Departament Komunikacji
- Departament Kontroli i Audytu
- Departament Kształcenia Ogólnego
- Departament Prawny
- Departament Kształcenia Zawodowego
- Departament Współpracy Międzynarodowej
- Departament Współpracy z Samorządem Terytorialnym
- Departament Wychowania i Profilaktyki
- Biuro Dyrektora Generalnego
- Biuro Ministra.

Jednostki organizacyjne podległe ministrowi:
- Centralna Komisja Egzaminacyjna z siedzibą w Warszawie
- Centrum Informatyczne Edukacji z siedzibą w Warszawie
- Ośrodek Rozwoju Edukacji w Warszawie
- Ośrodek Rozwoju Polskiej Edukacji za Granicą z siedzibą w Warszawie.

Jednostki organizacyjne nadzorowane przez ministra:
- Instytut Badań Edukacyjnych z siedzibą w Warszawie
- Centrum Nauki Kopernik w Warszawie
- Instytut Rozwoju Języka Polskiego im. św. Maksymiliana Marii Kolbego z siedzibą w Warszawie.

## Historia
Pierwszym centralnym urzędem państwowym w Polsce właściwym w sprawach oświaty i wychowania była utworzona 14 października 1773 Komisja Edukacji Narodowej, uznawana za pierwsze w świecie ministerstwo nauki, oświaty i wychowania. Po okresie rozbiorów zostało utworzone 3 stycznia 1918 Ministerstwo Wyznań Religijnych i Oświecenia Publicznego. Po II wojnie światowej resort właściwy dla spraw oświaty i wychowania nosił różne nazwy i miał różne zakresy działania.
W 1945 Ministerstwo Oświaty założyło Państwowe Zakłady Wydawnictw Szkolnych (od 1974 Wydawnictwa Szkolne i Pedagogiczne).
W latach 1951–1972 w Ministerstwie (wtedy, Oświaty) istniała m.in. jednostka zajmująca się akcjami kolonijnymi (Pełnomocnik Rządu do Spraw Wczasów dla Dzieci i Młodzieży).
W 2019 Ministerstwo Edukacji Narodowej nie zdołało zapobiec rozpoczęciu 8 kwietnia ogólnopolskiego strajku nauczycieli, do którego przystąpiło blisko 2/3 ogółu publicznych placówek oświaty. 
Ministerstwo zostało zlikwidowane na mocy rozporządzenia Rady Ministrów z dnia 17 grudnia 2020 r. w sprawie utworzenia Ministerstwa Edukacji i Nauki oraz zniesienia Ministerstwa Edukacji Narodowej i Ministerstwa Nauki i Szkolnictwa Wyższego, a w jego miejsce od 1 stycznia 2021 zostało utworzone Ministerstwo Edukacji i Nauki.
Ministerstwo zostało ponownie utworzone 1 stycznia 2024 na mocy rozporządzenia Rady Ministrów z dnia 16 grudnia 2023 r. w sprawie utworzenia Ministerstwa Edukacji Narodowej.

## Siedziba
Siedzibą ministerstwa jest gmach Ministerstwa Wyznań Religijnych i Oświecenia Publicznego. Budynek został wybudowany w latach 1925–1930 według projektu Zdzisława Mączeńskiego dla Ministerstwa Wyznań Religijnych i Oświecenia Publicznego.

## Lista ministrów edukacji (od 2023)
| Lp. | Zdjęcie | Imię i nazwisko (partia polityczna) | Objęcie urzędu                      | Złożenie urzędu | Długość urzędowania | Rząd                      |
| --- | ------- | ----------------------------------- | ----------------------------------- | --------------- | ------------------- | ------------------------- |
| 1.  |         | Barbara Nowacka (iPL)               | 13 grudnia 2023 (minister edukacji) | nadal           |                     | Trzeci rząd Donalda Tuska |